# 코쿤 성운
IC 5146 또는 코쿤 성운은 백조자리에 위치한 성운이다. 태양계로부터 약 4,000광년 떨어져 있다. 백조자리 π별 가까이에서 볼 수 있다. 망원경으로 보면 이 성운 중심에 있는 별 하나를 볼 수 있는데, 이 별의 이름은 COU 2320으로, 겉보기 등급은 +9.7 등급이다.
좌표:  21h 53m 32s, +47° 16′ 06″